# Absurdity
Absurdity est un groupe français de metal extrême, originaire de Strasbourg, dans le Bas-Rhin. Formé en 2005, le groupe est, en décembre 2015 composé de cinq membres : Ricardo Gomes (chant, samples), Arnaud Seebald (batterie), Erik Escoffier (guitare), Jay Roam (Guitare), David Barada (basse). Depuis sa formation, Absurdity compte au total deux albums studio, D:/Evolution (2011) et Undestructible (2014), deux EP, Urban Strife (2007) et Industreatment (2009).
Associé à la mouvance deathcore depuis ses débuts, le groupe se distingue grâce à l'ajout de samples et de sons électroniques dans ses compositions. Leurs prestations scéniques sont reconnus par le public, et leur permet de signer, en 2010, avec le label Urban Death Records pour la réalisation du premier album, D:\Evolution, aux Supersize recording studios, à Budapest.
Après la sortie de D:\Evolution en mars 2011, le groupe signe chez Ultimhate Records, pour une réédition européenne du disque, participe aux festivals français (Motocultor Festival, Léz'Arts Scéniques, M-Fest, Rock Your Brain, Hellfest (Metal Corner), etc.) réalise plusieurs tournées en Europe (Slovénie, République tchèque, Hongrie, Luxembourg, Belgique, Suisse, Pays-Bas, Italie, etc.) dont une en ouverture du groupe américain Immolation, et une autre en compagnie des pionniers Master. En 2014, le groupe revient avec un deuxième album, toujours enregistré à Budapest. À noter la participation sur le disque de Julien Truchan, frontman de Benighted, et Shawter, chanteur de Dagoba, qui viennent poser leur voix sur deux titres.

## Historique

### Débuts (2005–2009)
Après des débuts tâtonnants en matière de formation, les musiciens donnent leurs premiers concerts en France et dans les pays limitrophes sous le nom Absurdity, en 2005, avec Arnaud Sohler au chant et Philippe Catt à la batterie. Peu de temps après, l'arrivée de zNo (a.k.a Ricardo Gomes, actuel chanteur du groupe) aux samples, alors joué sur scène lors des concerts, vient renforcer la formation qui réalise des shows un peu partout en France et en Europe, tant dans les SMAC qu'en petits clubs, ou encore en festivals, comme la participation au MHM open Air en Ukraine.
La formation enregistre, en 2007, son premier EP, Urban Strife, au I.S.R Studio de Sarreguemines. Les influences de groupes, comme Fear Factory, Hatebreed ou Sepultura, se ressentent dans la musique du groupe, et la presse accueille alors favorablement les nouveaux venus sur la scène metal française. S'ensuivent bon nombre de concerts et festivals, de premières parties (Gojira, Rotting Christ, 25 Ta Life, etc.).[réf. souhaitée]
Le groupe, contraint de se séparer du chanteur et du batteur[pourquoi ?], fait appel à Olivier Beraut au chant et Arnaud Seebald à la batterie pour les remplacer. Le groupe enregistre alors l'EP Industreatment et le joue sur scène dès sa sortie en 2009. Absurdity se retrouve en première partie de groupes tels qu'Ultra Vomit, The Haunted, Black Bomb A, Deicide ou encore Vader, et réalise ses premières tournées en France et en Europe. Par ailleurs, le groupe devient finaliste du Battle contest organisé par le magazine Metallian.

### D:/Evolution(2010–2013)

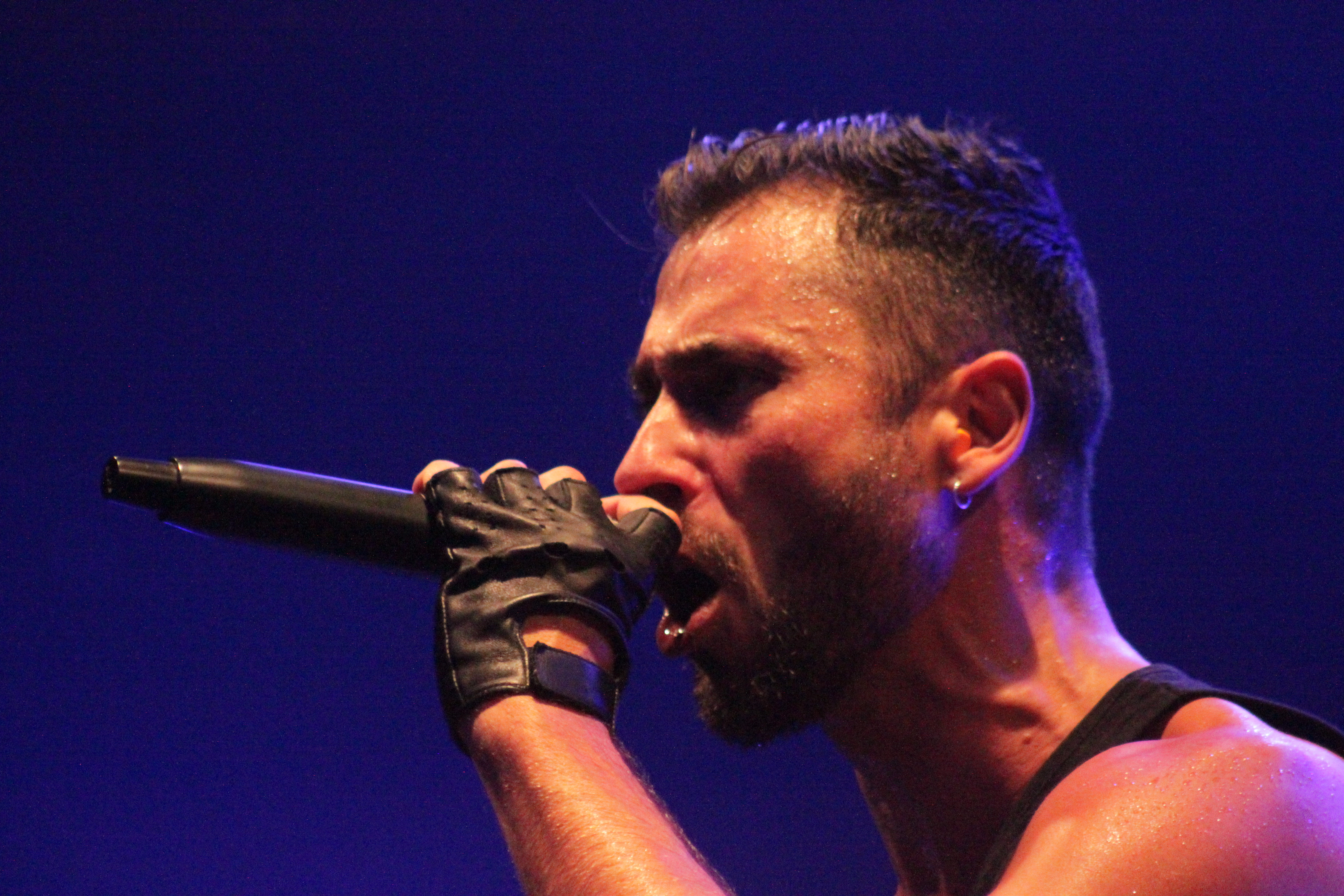
Ricardo, au Muscadeath XV.

En 2010, le groupe projette d'enregistrer un premier véritable album. Pour ce faire, ils s'entourent de la structure de management et promotion Urban Death Records, et Ricardo Gomes prend le poste de chanteur. Les samples sont dorénavant programmés pour les concerts. Sous cette formation, Absurdity part un mois en Hongrie enregistrer son premier album, D:/Evolution.
Dès lors, la presse reconnait alors le groupe comme l'un des fers de lance du style Deathcore. Absurdity enchaîne alors une centaine de concerts, des participations à des festivals (M-FEST, Motocultor open air, etc.), et des premières parties (Discharge, Arch Enemy, Behemoth, Aborted, etc.).

### Undestructible(depuis 2014)
En 2014, le groupe remanie à nouveau sa formation et accueille Damien Dausch replaçant Cédric Belzunce à la guitare, et Mate Gabnai en tant que nouveau bassiste. Absurdity repart cette même année à Budapest enregistrer le successeur de D:/Evolution, toujours au SSR studio. Undestructible, le second album, voit le jour le 14 octobre 2014, et assoit la réputation du groupe,, s'entourant pour l'occasion d'invités comme Julien Truchan (Benighted) et Shawter (Dagoba) sur deux titres. L'album est publié au label Urban Death Records, distribué par Season of Mist pour la France, et par Overpowered Records pour le reste de l'Europe. La tournée Undestructible s'étale sur six mois, et traverse sept pays, aux côtés notamment de groupes comme Master, Morbid Angel, Carcass ou encore Asphyx.[réf. souhaitée]
Le groupe signe, en septembre 2015, avec le label Overpowered Records, pour une réédition européenne des deux albums.
En mai 2018, le groupe annonce sa séparation sur les réseaux sociaux.

## Membres

### Membres actuels
- Ricardo « zNo » Gomes - chant, samples
- Érik Escoffier - guitare
- Jay Roam- guitare
- Arnaud Seebald - batterie
- David Barada - basse

### Anciens membres
- Mate Gabnai - basse
- Cedric Belzunce - guitare
- Olivier Beraut - chant
- Philippe Catt - batterie
- Arnaud Sohler - chant
- Damien Dausch - guitare

### Participations
- Ricardo Gomes sort trois albums et trois EP sous le nom de zNo chez Suprahead Records ; chante sur le titre Beyond Redemption, de Nihilism, groupe death metal ; collabore plusieurs fois avec le groupe Torso ; participe à deux projets, l'un disco-electro baptisé Ricardello, l'autre où il chante sous le nom de F.O.R. ; il office aux samples et chœurs dans Naked Scarecrow, groupe de thrash metal séparé depuis 2009 ;
- Matt Gabnai et Damien Dausch jouent dans Blindness, groupe de death metal inactif depuis 2013 ;
- Érik Escoffier est guitariste dans la reformation du groupe Crusher ;
- Mate Gabnai, Damien Dausch et Arnaud Seebald officient dans Dust in Mind, groupe de metal industriel.

## Discographie

### Albums studio
- 2011 : D:/Evolution
- 2014 : Undestructible

### EP
- 2007 : Urban Strife
- 2009 : Industreatment…

### Démo
- 2005 : Decline of the Human Condition (réédité en 2006 avec un titre bonus)

### Autres et bootlegs
- 2005 : Rotten (paru pour la compilation du Soul Grinding Festival à Strasbourg)
- 2008 : Attitude (reprise du groupe brésilien Sepultura, paru sur la compilation From Roots To The Seed - A Tribute To Sepultura chez Chabane's Record)
- 2015 : Nothing Remains (reprise du groupe américain Chimaira, inédit)